# Сан-Андрес-Дурасналь (муниципалитет)
Сан-Андре́с-Дурасналь (исп. San Andrés Duraznal) — муниципалитет в Мексике, штат Чьяпас, с административным центром в одноимённом посёлке. Численность населения, по данным переписи 2020 года, составила 6047 человек.

## Общие сведения
Название муниципалитета составное: San Andrés — в честь Святого Андреса, и Duraznal с испанского — персиковый, так как в муниципалитете много персиковых плантаций.
Площадь муниципалитета равна 38,3 км², что составляет 0,1 % от площади штата, а наиболее высоко расположенное поселение Линдависта, находится на высоте 1585 метра.
Он граничит с другими муниципалитетами Чьяпаса: на севере и западе с Пуэбло-Нуэво-Солистауаканом, на востоке с Симоховелем, и на юге с Хитотолем.

## Учреждение и состав
Муниципалитет был образован 22 июля 1999 года, по данным 2020 года в его состав входит 13 населённых пунктов, самые крупные из которых:
| Код INEGI                  | Населённый пункт                                                                                         | Численность населения (2005 год) | Численность населения (2010 год) | Численность населения (2020 год) |
| -------------------------- | --- | -------------------------------- | -------------------------------- | -------------------------------- |
| 118                        | Всего | 3145                             | 4545                             | 6047                             |
| 0001                       | Сан-Андрес-Дурасналь (исп. San Andrés Duraznal) 17°07′55″ с. ш. 92°48′18″ з. д. (административный центр) | 1824                             | 2987                             | 3869                             |
| 0002                       | Ривера-Галеана (исп. Rivera Galeana) 17°07′31″ с. ш. 92°46′59″ з. д.                                     | 474                              | 786                              | 1079                             |
| 0003                       | Хотольчен (исп. Jotolchén) 17°09′18″ с. ш. 92°46′57″ з. д.                                               | 275                              | 339                              | 446                              |
| 0004                       | Лас-Лимас-2 (исп. Las Limas Dos) 17°09′22″ с. ш. 92°49′23″ з. д.                                         | 90                               | 105                              | 150                              |
| 0005                       | Лас-Лимас-1 (исп. Las Limas Uno) 17°09′45″ с. ш. 92°49′45″ з. д.                                         | 74                               | 59                               | 116                              |
| —                          | Прочие                                                                                                   | 408                              | 269                              | 387                              |
| Названия на карте Генштаба | |                                  |                                  |                                  |

## Экономическая деятельность
По статистическим данным 2000 года, работоспособное население занято по секторам экономики в следующих пропорциях:
- сельское хозяйство, скотоводство и рыбная ловля — 88,8 %;
- промышленность и строительство — 2,9 %;
- торговля, сферы услуг и туризма — 7,3 %;
- безработные — 1 %.

## Инфраструктура
Протяжённость дорог на 2010 год: 3,7 км.
По статистическим данным 2020 года, инфраструктура развита следующим образом:
- электрификация: 98,9 %;
- водоснабжение: 31,5 %;
- водоотведение: 94,4 %.

## Туризм
Туристов привлекают вечнозелёная растительность местных джунглей.